# Schimbarea valorii gramaticale
Schimbarea valorii gramaticale sau conversiunea este modul intern de îmbogățire a vocabularului. Prin acest procedeu se formează cuvinte noi prin trecerea de la o parte de vorbire la alta.
Trecerea aceasta se face fără modificarea formei cuvântului.
Cuvântul format prin conversiune se comportă în comunicare ca partea de vorbire în care s-a schimbat. Ca substantiv primește articol hotărât sau nehotărât, este determinat de un adjectiv și îndeplinește funcțiile sintactice de subiect, nume predicativ, atribut și complement.